# Nicolás Naranjo
Nicolás Javier Naranjo Sánchez (La Bebida, provincia de San Juan, 10 de julio de 1990-Mendoza, 12 de septiembre de 2021) fue un ciclista profesional argentino.

## Biografía
Nicolás Javier Naranjo Sánchez nació el 10 de julio de 1990 en La Bebida, San Juan, Argentina, y fue uno de los ciclistas más destacados de la década de 2010, participando en el equipo continental Agrupación Virgen de Fátima-SaddleDrunk. El 12 de septiembre de 2021, compitiendo en una final de una prueba de eliminación, de la novena fecha del Campeonato Pista de Mendoza, cayó y sufrió graves heridas en la cabeza y fue trasladado rápidamente al hospital, donde falleció con tan solo 31 años. Está enterrado en el cementerio de Rawson.

## Carrera deportiva
Corrió para el equipo argentino Agrupación Virgen de Fátima-SaddleDrunk de categoría Continental. 

## Palmarés
2012
- Gran Premio Clausura de San Juan

2013
- 1 etapa del Giro del Sol San Juan
- Gran Premio Ferretería
- 1 etapa de la Doble Chepes

2014
- 3 etapas de la Vuelta a San Juan
- Gran Premio Ferretería
- 1 etapa de la Doble Chepes

2015
- Circuito Azul
- 1 etapa del Tour de Mendoza

2016
- 1 etapa de la Vuelta a San Juan
- Doble San Martín
- 2 etapas de la Vuelta a Valle Fértil
- Gran Premio Rutas de Belén
- Doble Media Agua
- Doble Chepes, más 2 etapas
- Circuito Carlos Escudero
- Vuelta a la Bebida, más 1 etapa

2017
- 4 etapas de la Doble Bragado
- Gran Premio Clausura de San Juan
- 1 etapa de la Vuelta Ciclista del Uruguay
- 1 etapa del Gran Premio de la villa de Río Tercero
- Circuito Interlagos
- 1 etapa de la Doble Chepes
- Doble Difunta Correa

2018
- Giro del Sol San Juan, más 2 etapas
- 1 etapa del Aniversario Ciudad de Allén
- 2 etapas de la Vuelta al Valle, Argentina[2]
- 1 etapa de la Doble Calingasta
- 1 etapa de la Vuelta a la Bebida

2019
- Giro del Sol San Juan, más 2 etapas
- 5 etapas de la Vuelta Ciclista del Uruguay[3]
- 2.º en el Campeonato de Argentina en Ruta